# Brad Daugherty
Bradley Lee Daugherty (ur. 19 października 1965 w Black Mountain) – amerykański koszykarz występujący na pozycji środkowego, analityk koszykarski stacji ESPN.
W 1982 wystąpił w meczu gwiazd amerykańskich szkół średnich - McDonald’s All-American.
Mierzący 213 cm wzrostu koszykarz studiował na University of North Carolina w Chapel Hill, gdzie w latach 1982–1986 grał w drużynie uniwersyteckiej North Carolina Tar Heels. Do NBA został wybrany z numerem 1. w drafcie w 1986 przez Cleveland Cavaliers i był to jedyny jego zespół w NBA. Pięć razy brał udział w NBA All-Star Game (1988–1989, 1991–1993). Karierę zakończył w 1994 (z powodu kontuzji), z dorobkiem 10 389 punktów i 5227 zbiórek. W 1997 jego numer (43) został przez Cavaliers zastrzeżony.
W 1996 wystąpił w filmie Eddie.

## Osiągnięcia
Na podstawie, o ie nie zaznaczono inaczej.
NCAA
- MOP (Most Outstanding Player) turnieju Great Alaska Shootout  (1986)
- Zaliczony do: 
  - I składu All-ACC (1985, 1986)
  - II składu All-American (1986)
- Lider NCAA w skuteczności rzutów z gry (1986)

NBA
- 5-krotny uczestnik meczu gwiazd NBA (1988–1989, 1991–1993)
- Wybrany do:
  - I składu debiutantów NBA (1987)[5]
  - III składu NBA (1992)[6]
- Zawodnik tygodnia (17.11.1991)
- Debiutant miesiąca (marzec 1987)
- Klub Cleveland Cavaliers zastrzegł należący do niego w numer 43[7]